# Jean-Marc Gounon
Jean-Marc Gounon, né le 1er janvier 1963 à Aubenas (Ardèche), est un pilote automobile français.

## Biographie
Jean-Marc Gounon est le fils de Jean-Louis Gounon, vice-champion d'Europe de course en côte et concessionnaire Fiat. Après des débuts en karting, Gounon rejoint la Formule Renault en 1985 avec l'écurie Orion. Vice-champion de France en 1986 et 1987 avec l'écurie Martini, il s'aligne ensuite en Formule 3 et termine quatrième place du championnat 1988 avec une Dallara.
En 1989, il remporte le championnat de France de Formule 3 à bord d'une Reynard-Alfa préparée par Oreca. Il dispute ensuite trois saisons de Formule 3000. En 1991, il remporte le Grand Prix de Pau avec une Ralt-Cosworth de l'écurie 3001 International et se classe sixième du championnat. C'est également son classement final en 1992 où Gounon se signale en remportant la dernière course la saison, à Magny-Cours, avec une Lola-Cosworth de l'écurie DAMS.
Gounon est alors recruté par l'écurie de Formule 1 March-Ilmor. Si l'écurie est bien présente à Kyalami, première manche de la saison 1993, les monoplaces n'arrivent jamais car le motoriste Ilmor n'est pas payé et fait bloquer ses containers par des huissiers. Sans voiture, Gounon déclare forfait pour le Grand Prix puis son écurie renonce à participer aux épreuves de la saison 1993. Il obtient tout de même sa chance en Formule 1 en fin de saison lorsque la Scuderia Minardi-Ford se sépare de Christian Fittipaldi et l'appelle pour le remplacer lors du Grand Prix du Japon. Qualifié en 24e et dernière position, il abandonne au vingt-sixième tour. En manque de forme, il abandonne également au Grand Prix suivant, en Australie. Non conservé par Minardi à l'issue de la saison, il s'engage en Supertourisme avec une BMW en 1994.
Cette même année, il effectue son retour en Formule 1, recruté par l'écurie Simtek-Ford pour sept courses à partir du Grand Prix de France où il obtient son meilleur résultat en Formule 1 avec une neuvième place. En fin de saison, il aurait pu conduire une Arrows-Ford mais le projet échoue pour des raisons financières[réf. nécessaire].
Après deux saisons incomplètes en Formule 1, il s'engage en Endurance, d'abord dans la série BPR avec une Ferrari F40 puis en FIA-GT pilotant de nombreuses voitures : McLaren F1 GTR, Mercedes CLK, Ferrari 550, Saleen S7R. Il s'aligne également dans la catégorie Prototypes avec Lola-Judd puis BMW, Ferrari, Audi/Oreca, Courage et Epsilon Euskadi.
En 1997, il obtient son meilleur résultat aux 24 Heures du Mans avec une deuxième place au classement général et la première de la catégorie GT1.
Il est maintenant présent, entre autres, dans les courses de véhicules historiques.

## Résultats en championnat du monde de Formule 1
| Saison | Écurie          | Châssis | Moteur      | Pneus    | GP disputés | Points inscrits | Classement |
| ------ | --------------- | ------- | ----------- | -------- | ----------- | --------------- | ---------- |
| 1993   | Minardi F1 Team | M193    | Cosworth V8 | Goodyear | 2           | 0               | n.c.       |
| 1994   | MTV Simtek Ford | S941    | Cosworth V8 | Goodyear | 7           | 0               | n.c.       |

| 1993          | March F1        | March CG911C | Ilmor V8 | RSA Forf. |     |     |     |     |     |       |        |          |          |        |          |        |     |          |          | NC | 0 |
| 1993          | Minardi Team    | Minardi M193 | Ford V8  |           | BRA | EUR | SMR | ESP | MON | CAN   | FRA    | GBR      | GER      | HUN    | BEL      | ITA    | POR | JPN Abd. | AUS Abd. | NC | 0 |
| 1994          | MTV Simtek Ford | Simtek S941  | Ford V8  | BRA       | PAC | SMR | MON | ESP | CAN | FRA 9 | GBR 16 | GER Abd. | HUN Abd. | BEL 11 | ITA Abd. | POR 15 | EUR | JPN      | AUS      | NC | 0 |
| Légende : ici |                 |              |          |           |     |     |     |     |     |       |        |          |          |        |          |        |     |          |          |    |   |

## Résultats aux24 Heures du Mans
| Année | Écurie                        | Copilotes                             | Voiture              | Classe | Tours | Pos. | Class Pos. |
| ----- | ----------------------------- | ------------------------------------- | -------------------- | ------ | ----- | ---- | ---------- |
| 1995  | Automobiles Venturi SA        | Paul Belmondo Arnaud Trévisiol        | Venturi 600 LM       | GT1    | 193   | NC.  | NC.        |
| 1996  | Ennea SRL Igol                | Éric Bernard Paul Belmondo            | Ferrari F40 GTE      | GT1    | 40    | Abd. | Abd.       |
| 1997  | Gulf Team Davidoff GTC Racing | Pierre-Henri Raphanel Anders Olofsson | McLaren F1 GTR       | GT1    | 360   | 2e   | 1re        |
| 1998  | AMG-Mercedes                  | Ricardo Zonta Christophe Bouchut      | Mercedes-Benz CLK-LM | GT1    | 31    | Abd. | Abd.       |
| 1999  | AMG-Mercedes                  | Mark Webber Marcel Tiemann            | Mercedes-Benz CLR    | LMGTP  |       | NP.  | NP.        |
| 2000  | Thomas Bscher Promotion       | Dr. Thomas Bscher Geoff Lees          | BMW V12 LM           | LMP900 | 180   | Abd. | Abd.       |
| 2003  | Courage Compétition           | Jonathan Cochet Stéphan Grégoire      | Courage C60          | LMP900 | 360   | 7e   | 5e         |
| 2004  | Courage Compétition           | Alexander Frei Sam Hancock            | Courage C65          | LMP900 | 127   | Abd. | Abd.       |
| 2005  | Audi PlayStation Team Oreca   | Franck Montagny Stéphane Ortelli      | Audi R8              | LMP1   | 362   | 4e   | 4e         |
| 2006  | Courage Compétition           | Shinji Nakano Haruki Kurosawa         | Courage LC70         | LMP1   | 35    | Abd. | Abd.       |
| 2007  | Courage Compétition           | Guillaume Moreau Stefan Johansson     | Courage LC70         | LMP1   | 175   | Abd. | Abd.       |
| 2008  | Epsilon Euskadi               | Shinji Nakano Stefan Johansson        | Epsilon Euskadi ee1  | LMP1   | 158   | Abd. | Abd.       |